# All the Brothers Were Valiant
All the Brothers Were Valiant is een film uit 1953 onder regie van Richard Thorpe. De film, waarin Robert Taylor, Stewart Granger en Ann Blyth de hoofdrollen vertolkten, werd genomineerd voor een Oscar voor beste camerawerk (kleur) in 1954.
Het scenario is gebaseerd op de gelijknamige roman (1919) van Ben Ames Williams. Het verhaal werd in de jaren twintig al eerder verfilmd. In 1923 werd een stomme film met dezelfde titel uitgebracht. Hierin hadden Malcolm McGregor, Billie Dove en Lon Chaney de hoofdrollen. In 1928 werd ook een adaptatie van Williams' verhaal uitgebracht onder de titel Across to Singapore. Hierin speelden Ramón Novarro en Joan Crawford de hoofdrollen.

## Verhaal
De broers Mark en Joel Shore maken deel uit van een familie van zeevaarders. In 1857 keert het schip 'Nathan Ross' na een walvisvaart-expeditie terug in New Bedford zonder kapitein Mark Shore. Vergezeld door zijn kersverse bruid Priscilla wil Joel Shore met de 'Nathan Ross' vertrekken op zoek naar zijn vermiste broer.
Op een eilandje in de Zuidelijke Grote Oceaan stoot Joel uiteindelijk op zijn broer Mark. Tot zijn ontzetting merkt Joel al gauw dat Mark in een gewetenloze onverlaat is veranderd voor wie de walvisvangst niet meer belangrijk is. Mark tracht zijn broer te overtuigen om naar een onbewoond eilandje te varen waar waardevolle parels liggen. Joel vindt die onderneming veel te gevaarlijk. Daarop spoort Mark de bemanning aan tot muiterij.

## Rolverdeling
| Acteur          | Personage             |
| --------------- | --------------------- |
| Robert Taylor   | Joel Shore            |
| Stewart Granger | Mark Shore            |
| Ann Blyth       | Priscilla 'Pris' Holt |
| Betta St. John  | de inheemse vrouw     |
| Keenan Wynn     | Silva                 |
| James Whitmore  | Fetcher               |
| Kurt Kasznar    | Quint                 |
| Lewis Stone     | kapitein Holt         |